# Dean Koontz
Dean Ray Koontz, född 9 juli 1945 i Everett, Pennsylvania, är en amerikansk författare inom området fantastisk litteratur (fantastik). 
Koontz skräckromaner är brett upplagda spänningsromaner som ofta har inslag av science fiction, där ny, hittills okänd, teknik får förklara det som i början av romanerna ter sig övernaturligt. Han har skrivit över 105 romaner samt ett flertal noveller, samt även tre grafiska noveller om Odd Thomas i samarbete med Queenie Chan.
Koontz är sedan länge bosatt i Kalifornien.

## Biografi
År 1966 gifte han sig med Gerda Cerra och debuterade som författare samma år. År 1968 romandebuterade han med science fiction-romanen Star Quest. Science fiction var den genren han kom att främst ägna sig åt under det närmaste årtiondet men han skrev även andra genres, ofta under pseudonymer, såsom Brian Coffey, Aaron Wolfe, Leigh Nichols och Deanna Dwyer. År 1987 slutade han använda sig av pseudonymer och många av de böcker som getts ut under pseudonym har publicerats på nytt under hans riktiga namn.
Sitt stora genombrott fick han i början av 1980-talet när han började skriva stora romaner om vanliga, strävsamma, hederliga och tämligen sympatiska människor som utan att förstå varför drabbades eller började jagas av en så övermäktig fiende att denne tedde sig övernaturlig och/eller omöjlig att undkomma. Det kunde handla om en mycket hemlig statlig myndighet med mycket avancerad och okänd teknik, obegränsade resurser och en kår av mycket välutbildade och känslolösa yrkesmördare. I andra böcker kunde en människa som drabbats av något ovanligt och svårt handikapp i stället ha utvecklat övernaturliga förmågor som han använde för att fånga in, lemlästa och mörda människor. Eller också var det fråga om en armé av monster som terroriserade en stad, men det var fråga om människor som hade förvandlats på grund av att de utsatts för något gift som ett högteknologiskt företag i trakten läckt ut. I några böcker är det hittills okända djurarter som står för skräcken.
Koontz återkommer emellertid ofta till just den amerikanska federala staten som övermäktig fiende till den vanlige medelklassamerikanen, och det är ofta fråga om hemliga myndigheter eller organisationer inom staten som varken presidenten, FBI eller CIA känner till. Han skriver skräckromaner och monsterromaner, men med ambitionen att ge läsarna en godtagbar förklaring. Under 1980- och 1990-talet lutade dessa förklaringar åt science fiction-hållet, men efter millennieskiftet har han skrivit många spänningsromaner där motståndarna är skurkar – välutbildade inom sitt område och med pengar och teknik, men ändå vanliga skurkar.

## Tema
Ett återkommande tema i Koontz böcker är stark och ovillkorlig kärlek mellan en man och en kvinna, som ofta är huvudpersoner (på den goda sidan) i boken. Antingen finner de varandra i berättelsen eller också är de redan gifta. När löftena om att älska varandra i lust och nöd har övergått till enbart nöd, är både mannen och kvinnan beredda att stå ut med eller göra i princip vad som helst för att rädda den andra. Det förekommer inga svek mellan mannen och kvinnan. Däremot kan deras föräldrar, syskon eller andra släktingar ha burit sig åt som psykopater eller rena monster. Förutom det goda äktenskapet och den starka kärleken, och statens oförmåga att kontrollera ondskan i sin egen organisation, återkommer Koontz ofta i förbifarten fram till att just asiater från Ostasien arbetar hårt, är hederliga och är något av den ideala typen av invandrare i det amerikanska samhället. Slutligen skriver Koontz nästan aldrig om barn, ett tema som kollegan King ständigt återkommer till.
I många av Koontz böcker spelar hundar, i synnerhet Golden retrievers, en central roll i handlingen. Koontz har skrivit ett par böcker, och även inlägg på sin webbplats, under namnet Trixie Koontz, vilket var namnet på hans Golden retriever. Trixie var en present till Koontz från organisationen Canine Companions for Independence som Koontz har sponsrat. Trixie dog år 2007.

## Filmatiseringar
Filmatiseringarna av hans böcker har varit måttligt framgångsrika. År 1977 gjordes en fransk filmatisering av romanen Shattered (utgiven under pseudonym) samt en amerikansk filmatisering av Datademonen med Julie Christie. På slutet av 1980-talet filmades Väktare och Viskningar. Väktare följdes av flera uppföljare. Gömstället (1995) blev ingen succé varken med biopubliken eller kritikerna. Efter detta, bestämde sig Koontz för att ha större kontroll över filmatiseringarna och till nästa film, Phantoms (1998), skrev han själv manuset och var exekutiv producent, men inte heller den blev någon succé. En rad TV-filmatiseringar har även gjorts. Han var även med och utvecklade en TV-film om Frankenstein men lämnade projektet. Han skrev senare en serie böcker om Frankenstein istället. År 2013 gjordes ytterligare en film, Odd Thomas, som inte är så känd för den stora publiken men som fått bra recensioner.